# Sancho de Moncada
Sancho de Moncada (Toledo, 1580-ídem, ca. 1638) fue un clérigo, universitario y economista español.

## Orígenes
Era hijo de Teresa de Moncada y Gaspar Sánchez Ortiz, su familia era de origen judeoconverso, con amplia presencia en la vida económica, académica y religiosa de la ciudad de Toledo, estando entre sus parientes el escritor Rodrigo Cota y con muchos de sus parientes involucrados con el cabildo de jurados.
Entre sus hermanos se encontraban Francisca Suárez de Moncada, Pedro Ortiz de Moncada, quien al igual que varios de sus sobrinos fue probablemente jesuita, y María de Moncada que  llegó a ser priora del convento de Santa Úrsula de Toledo.

## Biografía
Estudió en la Universidad de Toledo, donde profesó en Artes y se doctoró en Teología (1603). En la misma universidad ocupó las cátedras de Prima de Filosofía, de Sagrada Escritura y de Teología (esta no en propiedad, sino como sustituto). Obtenía rentas de varios beneficios eclesiásticos en distintos pueblos de las actuales provincias de Cuenca, Guadalajara y Toledo, así como del título de fiscal de la Reverenda Cámara Apostólica, con renta a cargo del obispado de Málaga, que obtuvo tras su jubilación.
Su obra principal es Restauración política de España, de 1619, dividida en nueve discursos, que incluyen desde teoría política hasta pedagogía real, pero cuya parte esencial es el análisis de la situación económica y sus propuestas de solución, con implicaciones demográficas, monetarias y hacendísticas. En el contexto político de la Consulta del Consejo de Castilla sobre los problemas económicos de la Monarquía Hispánica (por iniciativa de Felipe III —6 de junio de 1618, informe del 1 de febrero de 1619—), y en el contexto intelectual del arbitrismo español, dominado por el escolasticismo de la escuela de Salamanca, reflexiona sobre la percibida despoblación y decadencia económica de España (crisis del siglo XVII). Al percibir como principal problema el desequilibrio del comercio exterior que conllevaba la salida de metales preciosos al extranjero, desarrolló un pensamiento proteccionista («vedar mercaderías labradas extranjeras», «cargar grandes alcabalas a las mercaderías extranjeras») que puede rastrearse a partir de las ideas compartidas por el llamado «grupo de Toledo» (Baltasar Elisio de Medinilla, García de Herrera y Contreras, Jerónimo de Ceballos, Juan Vázquez, Pablo de Moncada y Garcés de Molina). Su fuerte xenofobia también le llevó a proponer la expulsión de los gitanos. Otras medidas propuestas eran el establecimiento de un impuesto único sobre los cereales y la finalización del servicio de millones. En el último discurso, influido por Giovanni Botero, identifica «gobierno» con «razón de Estado» y, al considerar que «saber gobernar es ciencia», propone la creación de cátedras de política en las universidades. También propone proteger otras ciencias útiles, como la medicina y la navegación.
La repercusión de su obra fue desigual. En su siglo no obtuvo demasiado eco, excepto en la obra de Martínez de la Maza. En el XVIII aparece citado por Jerónimo de Uztáriz y el conde de Campomanes. Manuel Colmeiro considera su fama inmerecida; y no fue hasta su revalorización por Earl J. Hamilton que recibió una mayor atención, llegando a ser propuesta su figura para la «presidencia espiritual» del Instituto de Economía del Centro Superior de Investigaciones Científicas.
Se ha considerado que su pensamiento económico, así como el de Juan de Mariana, son precedentes de algunas ideas de la Escuela Austriaca de Economía, en su consideración de que la falta de información hace imposible que el gobierno organice coactivamente la sociedad civil.